# Luka Klapan
Luka Klapan (Pridraga, 1970.), hrvatski je redatelj i slikar.

## Životopis
Rodio se 1970. u Pridragi. Nakon osnovne škole otišao iz rodnog kraja u Zagreb gdje se nastavio školovati i počeo profesionalno djelovati. Sudionik Domovinskog rata kao pripadnik specijalne policije.
Sudionik je u oslobodilačkoj vojno-redarstvenoj operaciji Bljesak.

### Profesionalna karijera
Dugo je vremena živio u Zagrebu te u Zaprešiću, gdje je djelovao u klubovima FKVKZ i FFVAL. Zatim se vratio u rodni kraj gdje nesebično doprinosi svojim radom. Filmovi mu se bave etnografskim i suvremenim društvenim temama napose onim o Domovinskom ratu u kojima obrađuje stradanja civila. 
Zamisao za snimanje filmova s takvom tematikom javlja se nakon što je godinama na obilježavanjima različitih obljetnica slušao imena trojice školskih kolega iz djetinjstva, poginulih u Domovinskom ratu kao hrvatski branitelji (Boris Čulina, Mile Čulina Bulin, Davor Zubčić). Na taj način odlučio im se odužiti za njihovu žrtvu. 

## Filmografija
- San (2008.), eksperimentalni
- Naš kruh (2008.), dokumentarni
- Prijatelji (2009.), dokumentarni
- Dok je njene noge nose (2009.), kratki igrani
- Ruke od kamena (2009.), dokumentarni
- Čuvar uspomene (2010.), dokumentarni
- Lupatva pri nas (2014.), dokumentarni
- Pridraga: ratna sjećanja (2015.), dokumentarni
- Tragovima naših predaka (2016.), dokumentarni
- Glas Medviđe (2017.), dokumentarni
- Bruški martirij (2018.), dokumentarni
- Sakreštan (2018.), dokumentarni
- Korlat (2020.), dokumentarni
- Restaurator (2021.), dokumentarni
- Tragovi (2021.), dokumentarni
- Kronika zločina u Modrićima (2023.), dokumentarni

## Vanjske poveznice
- službene stranice FKVKZ
- Jedina Solucija, udruga za audiovizualnu umjetnost
- Razgovor Luka Klapan
- Luka Klapan na IMDb-u